# Peter Ho
Peter Ho (chino simplificado: 何润东; chino tradicional: 何润东; pinyin: Hé Run Dong, Wade-Giles: He Jun Tung), (13 de septiembre de 1975 en los Estados Unidos), es un cantante y actor chino.

## Biografía
Se formó artísticamente asistiendo a la Escuela Internacional Dominicana en Taipéi, Taiwán (China).
En el 2016 se casó con su novia, quien no es una celebridad.

## Carrera
Desde su debut en 1998, ha lanzado siete álbumes y ha participado en más de 25 películas y dramas de televisión, como el Viento y Nube, Crouching Tiger, Hidden Dragon, Un metro Sol y los jóvenes guerreros.
También actuó en la película tokusatsu Kamen Rider 555 The Movie: El paraíso perdido como Leo, que es el primer no japonés Kamen Rider. 

## Filmografía

### Series de televisión
| Año             | Título                            | Personaje     | Notas |
| --------------- | --------------------------------- | ------------- | ----- |
| 2021 - presente | Blooming Days (Sui Sui Qing Lian) | He Lianxin    |       |
| 2021            | Fighting Youth                    | Wen Zhe       |       |
| 2019            | Teresa Teng Biopic                | Wang Zhongwen |       |
| 2019            | Sword Dynasty                     | Wang Jingmeng |       |
| 2019            | Beautiful Reborn Flower           | Han Lin       |       |
| 2018            | Age Of Rebellion                  | Gao Yi        |       |

### Películas
| Año  | Título                    | Personaje  | Notas                                                                       |
| ---- | ------------------------- | ---------- | --------------------------------------------------------------------------- |
| 2018 | Kung Fu Monster           | -          |                                                                             |
| 2018 | Crazy Little Thing        | -          |                                                                             |
| 2018 | Back to the Good Times    | -          |                                                                             |
| 2017 | The Game Changer          | Lin Zihao  | junto a Gulnazar, Huang Zitao, Wang Xueqi y Choo Ja-hyun                    |
| 2016 | Sword Master              | Yen Shisan | junto a Lin Gengxin, Jiang Yiyan, Jiang Mengjie, Norman Chiu y Pau Heiching |
| 2016 | Murder at Honeymoon Hotel | -          | junto a Zhang Jingchu, Simon Yam y Kim Yong-min                             |
| 2007 | My DNA Says I Love You    | Anteater   | junto a Terri Kwan y Eddie Peng                                             |

### Director
| Año  | Título           | Notas |
| ---- | ---------------- | ----- |
| 2018 | Age of Rebellion | -     |

### Escritor
| Año  | Título           | Notas |
| ---- | ---------------- | ----- |
| 2018 | Age of Rebellion | -     |

### Productor
| Año  | Título           | Notas |
| ---- | ---------------- | ----- |
| 2018 | Age of Rebellion | -     |
| 2010 | Summer's Desire  | -     |

### Programas de variedades
| Año  | Título     | Notas                  |
| ---- | ---------- | ---------------------- |
| 2015 | Happy Camp | 2 episodios - invitado |

## Discografía

### Singles
| Año  | Canción                                           | Álbum                          | Notas               |
| ---- | ------------------------------------------------- | ------------------------------ | ------------------- |
| 2015 | A Love That is Realised Eventually (後知後覺的愛) | OST de "Beautiful Secret"      |                     |
| 2010 | Just Be Fine (好好就好)                           | OST de "My Belle Boss"         | junto a Jing Tian   |
| 1998 | Two Person's World (兩人世界)                     | OST de "Don't Wear High Heels" | junto a Shirley Yee |

### Álbumes
| Año  | Título                               | Notas |
| ---- | ------------------------------------ | ----- |
| 2010 | I Remember I've Loved (我记得我爱过) |       |

## Premios y nominaciones
| Año  | Categoría  | Premio                                     | Trabajo          | Resultado |
| ---- | ---------- | ------------------------------------------ | ---------------- | --------- |
| 2018 | Best Actor | 23rd Asian Television Award                | Age of Rebellion | Nominado  |
| 2014 | Best Actor | 1st Hengdian Film and TV Festival of China | King's War       | Ganó      |